# Medan Sinembah
Medan Sinembah is een bestuurslaag in het regentschap Deli Serdang van de provincie Noord-Sumatra, Indonesië. Medan Sinembah telt 7655 inwoners (volkstelling 2010).